# Thorgal: Louve
Thorgal: Louve (fr. Les Mondes de Thorgal: Louve) – belgijska seria komiksowa autorstwa scenarzysty Yanna Le Pennetiera i rysownika Romana Surżenki. Jest ona cyklem pobocznym serii Thorgal. Ukazywała się od 2011 do 2017 i liczy 7 tomów. We francuskojęzycznym oryginale publikowało ją wydawnictwo Le Lombard, a po polsku Egmont Polska.

## Fabuła
Akcja rozgrywa się równolegle do wydarzeń z tomów 34–36 serii Thorgal i opowiada o perypetiach Louve, córki Thorgala, i Aricii, jego żony, w czasie jego nieobecności w rodzinnej osadzie.

## Tomy
| Tom | Tytuł i rok wydania polskiego | Tytuł i rok wydania oryginalnego   |
| --- | ----------------------------- | ---------------------------------- |
| 1   | Raissa (2011)                 | Raïssa (2011)                      |
| 2   | Dłoń boga Tyra (2012)         | La Main coupée du dieu Thyr (2012) |
| 3   | Królestwo chaosu (2013)       | Le Royaume du chaos (2013)         |
| 4   | Crow (2014)                   | Crow (2014)                        |
| 5   | Skald (2015)                  | Skald (2015)                       |
| 6   | Królowa czarnych elfów (2016) | Le Reine des Alfes noirs (2016)    |
| 7   | Nidhogg (2017)                | Nidhogg (2017)                     |